# Segona legislatura de la Catalunya autonòmica
La Segona Legislatura de la Catalunya Autonòmica fou la segona després de la dictadura franquista. Després de les eleccions celebrades el 29 d'abril de 1984, la candidatura de CIU va obtenir una majoria absoluta de 72 escons.
El 30 de maig es va celebrar el debat d'investidura, on Jordi Pujol tornà a sortir elegit com a president de la Generalitat amb 88 vots a favor (CIU, Alianza Popular-AP i ERC), i 47 en contra (PSC i PSUC).

## Eleccions

Resultat de les eleccions de 1984.

Les eleccions es van celebrar el diumenge 29 d'abril de 1984. Foren convocades a votar 4.501.851 persones, de les quals acudiren a votar 2.892.967 persones, representant una participació del 64,26%, tres punts per sobre de la participació de quatre anys enrere.
El partit més votat fou, novament, Convergència i Unió qui, amb 1.346.729 vots (un 46,56 per cent), obtingué 72 escons, 29 més que a les anteriors eleccions i 31 més que la segona força política, el Partit dels Socialistes de Catalunya, fet que donaria a la federació la majoria absoluta.
Resum dels partits amb representació parlamentària:
| Candidatures | Candidatures                                                      | Vots 1984 | % Vot 1984 | Parl. 1984 | Vots 1980 | % Vot 1980 | Parl. 1980 |
| ------------ | ----------------------------------------------------------------- | --------- | ---------- | ---------- | --------- | ---------- | ---------- |
|              | Convergència i Unió (CiU)                                         | 1.346.729 | 46,80      | 72         | 752.943   | 27,83      | 43         |
|              | Partit dels Socialistes de Catalunya (PSC-PSOE)                   | 866.281   | 30,11      | 41         | 606.717   | 22,43      | 33         |
|              | Alianza Popular-Partit Demòcrata Popular-Unió Liberal (AP-PDP-UL) | 221.601   | 7,70       | 11         | -         | -          | -          |
|              | Partit Socialista Unificat de Catalunya (PSUC)                    | 160.581   | 5,58       | 6          | 507.753   | 18,77      | 25         |
|              | Esquerra Republicana de Catalunya (ERC)                           | 126.943   | 4,41       | 5          | 240.871   | 8,90       | 14         |